# O Filme dos Espíritos
O Filme dos Espíritos é uma produção cinematográfica brasileira, de género drama com temática espírita, lançada em 2011.

## Sinopse
O filme conta a história do psiquiatra e professor universitário Bruno Alves (Reinaldo Rodrigues), que, por volta dos 40 anos, perde a mulher, vítima de câncer, e se vê completamente abalado. A perda do emprego se soma à sua profunda tristeza e o suicídio parece ser a única saída. Nesse momento, ele entra em contato com O Livro dos Espíritos, uma das obras da doutrina espírita do educador francês Allan Kardec, publicado em 1857. A partir daí, o protagonista da história começa uma jornada em busca de sua felicidade a partir da compreensão dos mistérios da vida espiritual. Nesta "viagem" cruza os caminhos dos personagens de curtas histórias que se confundem com a sua, histórias de superação e de luta em prol da felicidade formam a tônica do filme, e enquanto estas histórias vão sendo apresentadas os grandes enigmas existenciais humanos são explicados, como: De onde viemos e para onde vamos, as relações entre o mundo espiritual e o mundo material, e tantos outros pontos explicáveis através da obra basilar da doutrina espírita O Livro dos Espíritos.

## Elenco[3]
- Reinaldo Rodrigues ...Bruno Alves
- Nelson Xavier ...Levy Rivail
- Ana Rosa ...Gaby Rivail
- Briza Menezes ...Luiza Alves / Vera (jovem)
- Alethea Miranda ...Marina
- Ênio Gonçalves ...Antônio
- Etty Fraser ...Dona Maria
- Sandra Corveloni ....Vera
- Luciana Gimenez ...Roseli
- Blota Filho ...Médium